# Crix
Crix (en llatí Crixus, en grec Κρίξος Krixos) va ser un esclau d'origen gal revoltat contra la República de Roma, que esdevingué un dels dos principals generals de l'exèrcit d'Espàrtac l'any 73 aC) en el curs de la Tercera Guerra Servil.
Va participar en nombrosos combats fins que va ser derrotat en la batalla del Mont Gargà (Garganus) pel cònsol Luci Gel·li l'any 72 aC, en la qual va morir juntament amb dos terços del seu exèrcit, que constava de 30.000 homes. Com a represàlia, Espàrtac va sacrificar 300 romans captius als manes de Crix.